# HD109309
HD109309 — хімічно пекулярна зоря спектрального класу A0, що має видиму зоряну величину в смузі V приблизно  5,5.
Вона  розташована на відстані близько 261,6 світлових років від Сонця.

## Фізичні характеристики
Зоря HD109309 обертається 
досить швидко 
навколо своєї осі. Проєкція її екваторіальної швидкості на промінь зору становить  Vsin(i)=128км/сек.